# Bonellia
Genre
Bonellia est un genre de vers marins échiuriens, de la famille des Bonelliidae.

## Liste des espèces
Selon WoRMS et ITIS (25 avril 2014) :
- Bonellia minor Marion, 1886
- Bonellia pacifica Zenkevitch, 1958
- Bonellia plumosa Datta Gupta, 1981
- Bonellia pumicea Sluiter, 1891
- Bonellia sabulosa Dartnall, 1977
- Bonellia suhmii Selenka, 1885
- Bonellia thomensis Fisher, 1922
- Bonellia viridis Rolando, 1821